# Heterogamisca kruegeri
Heterogamisca kruegeri är en kackerlacksart som först beskrevs av Salfi 1927.  Heterogamisca kruegeri ingår i släktet Heterogamisca och familjen Polyphagidae. Inga underarter finns listade i Catalogue of Life.